# Doink the Clown

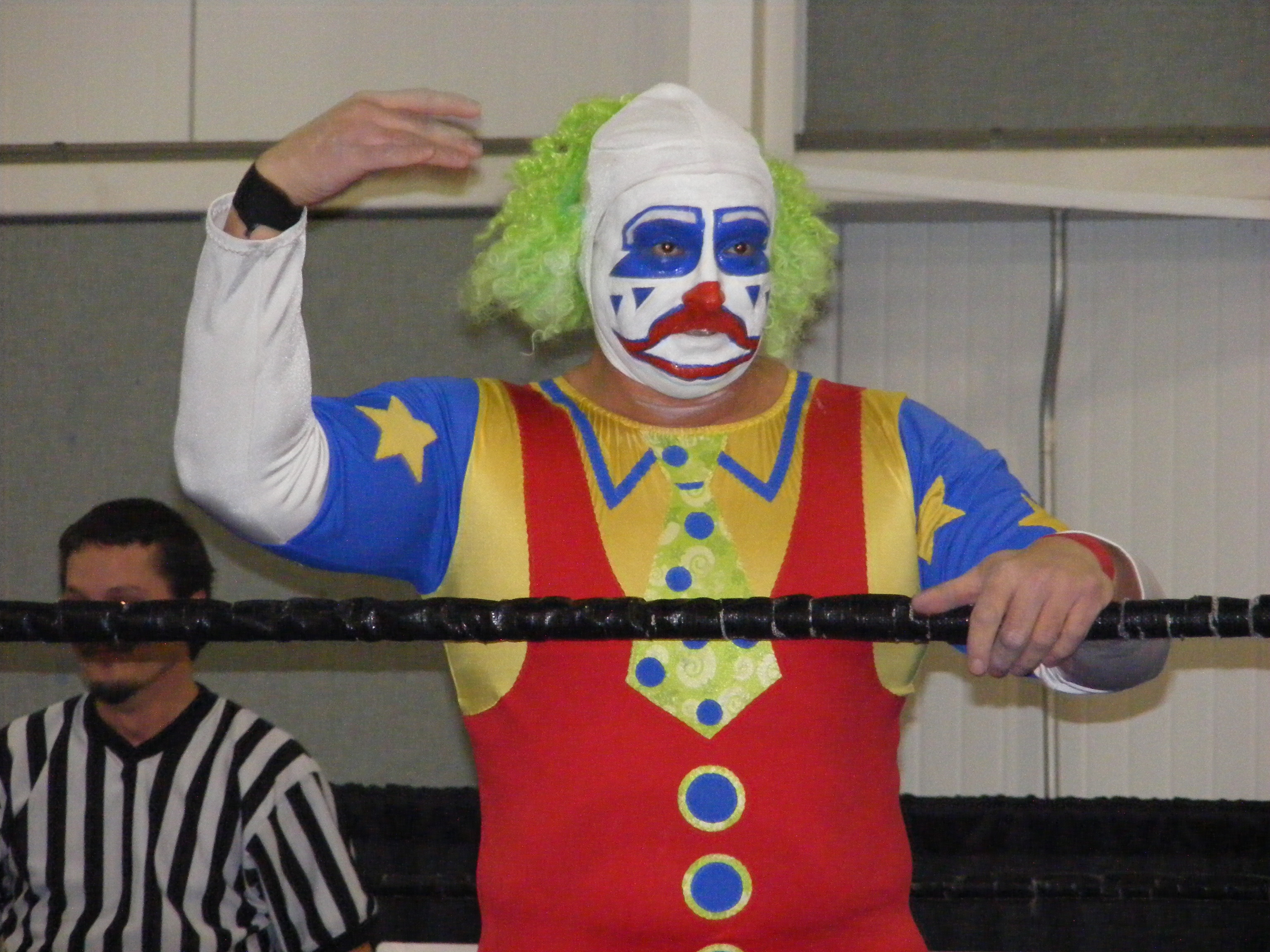
Wrestler wykorzystujący gimmick Doinka the Clowna (2009)

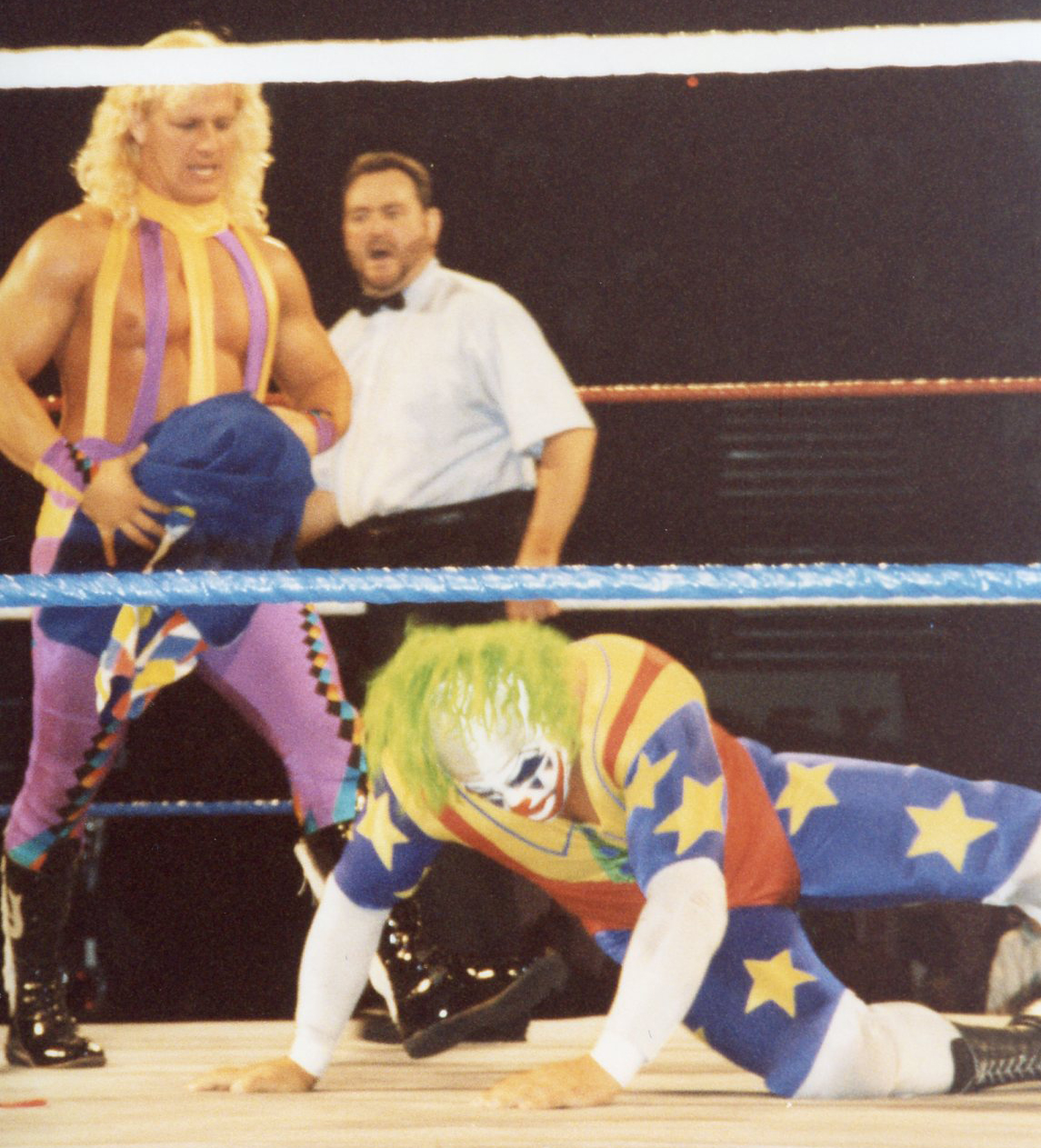
Doink the Clown w pojedynku z Jeffem Jarrettem (1994)

Doink the Clown – amerykański wrestler, pierwotnie i najbardziej popularnie przedstawiany przez nieżyjącego już Matta Osborne’a, który zadebiutował postacią Doinka w World Wrestling Federation (WWF) w 1992 roku. Doink to gimmick wzorowany na zawodzie cyrkowego klauna, który walczył w trykocie z makijażem na twarzy oraz z jasnozielonymi włosami. Oprócz Osborne’a, Doink the Clown był od czasu do czasu przedstawiany przez innych zawodowych zapaśników z WWF (obecnie WWE) i nieoficjalnie na niezależnych widowiskach wrestlingowych. 

## Charakterystyka
Kiedy Doink po raz pierwszy pojawił się na scenie WWE, jego żarty były złośliwe – oblewał dzieci kwiatkiem psikającym wodą i rozkoszował się doprowadzaniem maluchów do płaczu. Heelowy Doink zadziwiał widzów WWE, atakując przeciwników protezami kończyn klauna, a błysk w jego oczach i uśmiech nie mogły ukryć pokręconego potwora, który czaił się za makijażem i kostiumem klauna. Doink prezentował bystrość w ringu, która zaskakiwała jego przeciwników i uwielbiał męczyć swoich wczesnych rywali – Randy’ego Savage’a, Breta Harta, a zwłaszcza Crusha. Pod wieloma względami Crush nigdy nie był taki sam po spotkaniu na gali WrestleMania IX w kwietniu 1993 roku, kiedy został zaatakowany nie przez jednego, ale dwóch Doinków.
Gdy na jednej z wrestlingowych gal nie był w stanie pokonać Harta, Doink pokazał swoją milszą, delikatniejszą stronę, czerpiąc radość z wywoływania uśmiechu na twarzach dzieci. Face’owy klaun z miniaturową wersją siebie o imieniu Dink u boku, wybrał na cel niektórych z najbardziej znanych monsterów WWE. W następnych latach duet zapewnił niektóre z najbardziej pamiętnych chwil WWE, na przykład gdy wraz z Winkiem i Pinkiem zmierzyli się z Jerrym Lawlerem i jego drużyną miniaturowych królów – Queazy’m, Cheezy’m i Sleazy’m – na Survivor Series w 1994 roku lub walcząc z Bam Bam Bigelowem i Luną Vachon na WrestleManii X w marcu tego samego roku.
Doink the Clown pojawił się w kwietniu 2001 roku na WrestleManii X-Seven w Battle Royal, połączył siły z Kane’em i Eugene’em przeciwko Umadze, Viscerze i Kevinowi Thornowi w prawdopodobnie najdziwniejszym tag matchu w historii WWE. Ostatni raz na gali WWE widziany był 2 lipca 2012 roku, przegrywając walkę z Heathem Slaterem.